# Río Pas
El río Pas es un cauce fluvial que nace en la cornisa cantábrica y discurre por el centro de la comunidad autónoma de Cantabria, en España, hasta desembocar en el mar Cantábrico formando la ría de Mogro. Parte del estuario lo ocupan las dunas de Liencres, un parque natural de 195 ha. En torno al cauce del río, el Gobierno de Cantabria y la Comisión Europea delimitaron un espacio protegido bajo la figura de lugar de interés comunitario que abarca unas 957 ha. La cuenca del Pas, de 649 km², es la tercera que más superficie abarca dentro de Cantabria, después de la del Saja-Besaya y el Deva, y comprende total o parcialmente 17 municipios.
Desde antiguo da nombre a su comarca y a los habitantes de esta.

## Etimología
En el siglo X el Pas se llamaba Gurueva, nombre conservado en un barrio de La Vega. La denominación Pas puede documentarse desde el siglo XI, citado por San Salvador de Oña en los años 1011 y 1084. Algunos estudiosos defienden desde el siglo XVIII que dicho nombre proviene del latín Pax (en español paz), aludiendo a una posible paz entre cántabros y romanos. Otros, como Lasaga Larreta, defienden la teoría algo anterior de que este proviene de la palabra passagio, que aduce a un impuesto que se debía pagar a Castilla por el tránsito de ganados. Este tributo se generalizó en la Edad Media, en la época en que puede encontrarse el topónimo Pas en fuentes escritas.

## Afluentes
| Afluente          | Municipio     | Longitud (km) | Cuenca (km²) | Margen    |
| ----------------- | ------------- | ------------- | ------------ | --------- |
| Aldano            | Vega de Pas   |               |              | izquierda |
| Barcelada         | Vega de Pas   | 5,285         |              | izquierda |
| Carrimont         | Piélagos      |               |              | derecha   |
| Jaral             | Vega de Pas   |               |              | izquierda |
| Plata             | Villafufre    |               | 17,69        | derecha   |
| Magdalena o Luena | Luena         | 15,809        | 83,70        | izquierda |
| Pandillo          | Vega de Pas   | 6,443         |              | izquierda |
| Pisueña           | Puente Viesgo | 36,200        | 201,00       | derecha   |
| Viaña             | Vega de Pas   | 8,716         |              | izquierda |
| Yera              | Vega de Pas   | 8,329         |              | derecha   |

## Historia
Largos tramos del cauce del Pas están canalizados hoy en día para prevenir sus riadas, que históricamente han causado grandes estragos. Se tiene noticias de importantes inundaciones ya en 1638. A partir del siglo XV comienzan a aparecer ferrerías ligadas a la cuenca del Pas, destinadas a utilizar los caudales para crear hierro, el cual exportaban Castilla. Entre los siglos XV y XVII se construyeron un gran número de ferrerías a pesar de las constantes riadas, que ocasionaron muchos daños económicos. Dicho número fue en disminución entre 1700 y el siglo XIX.